# UFC Fight Night: Rozenstruik vs. Gane
UFC Fight Night: Rozenstruik vs. Gane (conosciuto anche come UFC Fight Night 186, oppure UFC on ESPN+ 44, o anche UFC Vegas 20) è stato un evento di arti marziali miste tenuto dalla Ultimate Fighting Championship il 27 febbraio 2021 all'UFC APEX di Las Vegas, negli Stati Uniti.

## Risultati
|                 | Divisione               |                   |                 |                       | Metodo                                       | Round           | Tempo           | Premio          |
| Card Principale | Card Principale         | Card Principale   | Card Principale | Card Principale       | Card Principale                              | Card Principale | Card Principale | Card Principale |
| --------------- | ----------------------- | ----------------- | --------------- | --------------------- | -------------------------------------------- | --------------- | --------------- | --------------- |
|                 | Pesi massimi            | Ciryl Gane        | batte           | Jairzinho Rozenstruik | Decisione unanime (50–45, 50–45, 50–45)      | 5               | 5:00            |                 |
|                 | Pesi mediomassimi       | Magomed Ankalaev  | batte           | Nikita Krylov         | Decisione unanime (29–28, 29–28, 29–28)      | 3               | 5:00            |                 |
|                 | Pesi mosca femminili    | Mayra Bueno Silva | vs.             | Montana De La Rosa    | Pareggio maggioritario (28–27, 28–28, 28–28) | 3               | 5:00            |                 |
|                 | Pesi gallo              | Pedro Munhoz      | batte           | Jimmie Rivera         | Decisione unanime (30–27, 30–27, 29–28)      | 3               | 5:00            | FOTN            |
|                 | Pesi piuma              | Alex Caceres      | batte           | Kevin Croom           | Decisione unanime (30–27, 30–27, 29–28)      | 3               | 5:00            |                 |
| Card Principale |                         |                   |                 |                       |                                              |                 |                 |                 |
|                 | Pesi leggeri            | Thiago Moisés     | batte           | Alexander Hernandez   | Decisione unanime (30–27, 30–27, 29–28)      | 3               | 5:00            |                 |
|                 | Pesi gallo femminili    | Alexis Davis      | batte           | Sabina Mazo           | Decisione unanime (30–27, 30–27, 30–26)      | 3               | 5:00            |                 |
|                 | Pesi gallo              | Ronnie Lawrence   | batte           | Vince Cachero         | KO tecnico (pugni)                           | 3               | 2:38            | POTN            |
|                 | Catchweight (210.5 lbs) | Dustin Jacoby     | batte           | Maxim Grishin         | Decisione unanime (30–27, 30–27, 30–26)      | 3               | 5:00            |                 |

## Premi
I lottatori premiati ricevettero un bonus di 50.000 dollari.
Legenda:
- FOTN: Fight of the Night (vengono premiati entrambi gli atleti per il miglior incontro dell'evento)
- POTN: Performance of the Night (viene premiato il vincitore per la migliore performance dell'evento)